# Hary Kuller
Hary Kuller (nume la naștere Haim Culer sau Kuler); (n. 23 februarie 1929, Moinești, Bacău, România – d. octombrie 2020, București, România) a fost un etno-sociolog român de etnie evreiască.  

## Biografie
S-a născut în Lucăcești, Bacău, un sat la periferia Moineștiului (încorporat în orașul Moinești în 1968) unde a locuit cu familia până la 13 ani.
În timpul regimului Antonescu, toți evreii din domeniul rural au fost evacuați și concentrați în capitale de județe, familia ajungând astfel la Bacău unde adolescentul a urmat liceul evreiesc. De la 14 ani a fost trimis cu alți tineri și bărbați evrei la muncă obligatorie la un aeroport din apropierea Bacăului.
După război a continuat liceul și devenit membru în câteva organizații de tineret sioniste.

## Viată profesională
A urmat doi ani la Facultatea din Iași (drept și filozofie), apoi a fost transferat la Cluj unde a fost dat afară în anul 3 din cauza activității sioniste anterioare. În urma memoriilor pe care le-a scris a fost admis la Facultatea de filosofie din București. Subiectul tezei sale de licență (1952) a fost despre sociologia românească și școala lui Dimitrie Gusti.
Nu a devenit membru al partidului comunist. După absolvire a fost mutat in mai multe locuri de muncă din motive poltice/ideologice: Institutul de Filosofie al Academiei Române, Biblioteca Academiei Române, bibliotecar la Institutul de Cercetări Economice si la Institutul Energetic, apoi a ajuns la Institutul de Filosofie și in cele din urmă la Institutul de Etnologie unde a lucrat până la pensionare.
Și-a susținut doctoratul la Facultatea de Filosofie din București cu o teză (1970) despre Georges Gurvitch, un sociolog evreu-francez.
După pensioare a devenit membru în Comitetul de redacție al Buletinului "Centrului pentru Studierea Istoriei Evreilor din România" și cercetător colaborator al acestuia. După 1989 a publicat numeroase articole în presa de specialitate, în presa largă, precum și cărți, a susținut prelegeri și simpozioane.

## Viața personală
A fost căsătorit timp de 63 de ani cu istorica Lya Benjamin.

## Distincții
În 2009 a fost decorat de președintele Traian Băsescu cu Ordinul Meritul Cultural în grad de Cavaler.

## Publicații:
- "Sociologia cunoasterii", Editura Stiintifica, Bucuresti 1968
- "Cunoasterea sociologica", Editura Academiei, Bucuresti 1976[1] -  despre "importanța abordărilor integraliste și a deparazitării ideologice a instrumentelor de cercetare socială", carte "vehement criticată în presa vremii pentru lipsa ei de orientare ideologico-partinică".[2]
- James George Frazer, "Folclorul în Vechiul Testament", Editura Scripta, Bucuresti, 1995. Traducător: Hary Kuller[6] - o adaptare și studiu comparativ[2]
- "Contributia evreilor din Romania la civilizatie si cultura", aparuta sub egida UNESCO, Editura Hasefer, 1996 - co-coordonator cu Acad. Nicolae Cajal. Reeditat in 2004
- "Mituri, rituri si obiecte rituale iudaice", Editura Fundatiilor Culturale, Bucuresti, 1997
- "Presa evreiasca bucuresteana", Editura Hasefer, Bucuresti, 1997 (reeditat in 2004 la editura Tritonic)
- "Opt studii despre istoria evreilor din Romania", Editura Hasefer, 1997
- "O istorie a evreilor din România în date" - panorama evenimentelor devenirii evreo-române de la începuturi și până în 1944[2], 2 vol., Editura Hasefer, 2000
- "Evreii din România anilor 1944-1949: evenimente, documente, comentarii", Editura Hasefer, 2002
- "Evrei din România. Breviar biobibliografic", Editura Hasefer, 2008.